# Hisae Iwaoka
Hisae Iwaoka (岩岡ヒサエ?, Iwaoka Hisae; Prefettura di Chiba, 17 luglio 1976) è una fumettista e artista giapponese.
Le sue opere sono principalmente rivolte ad un pubblico maturo. Nel 2011 viene premiata dal ministero degli affari culturali del governo giapponese nella quindicesima edizione dei Japan Media Arts Festival Award con il Grand Prize per il suo manga Dosei Mansion.

## Opere pubblicate
- Nuvole bianche (2004, 1 volumetto, completato, edizione Italiana per BAO Publishing)
- Fiori di biscotto (2005, 1 volumetto, completato, edizione Italiana per BAO Publishing)
- Dosei Mansion (2006, 7 volumetti, completato, edizione Italiana per BAO Publishing)
- Aomanju - La foresta degli spiriti (2009, 5 volumetti, completato)
- Nekomichi - La via del gatto (2009, 1 volumetto, completato, edizione Italiana per Dynit)